# Majavajärvi
Majavajärvi är en sjö i Övertorneå kommun i Norrbotten och ingår i Torneälvens huvudavrinningsområde. Majavajärvi ligger i Torne och Kalix älvsystem Natura 2000-område.